# نادي برشلونة للسيدات موسم 1978–1979
موسم 1978–79 كان الموسم الثامن في تاريخ نادي بينيا فمينا برشلونة. خلال الفترة التحضيرية، استمر الفريق في اللعب ضد أبطال أوروبا كما فعلوا في عام 1977، حيث حصلوا على المركز الخامس في البطولة الدولية. كان هناك دوري كتالوني يعمل لموسم 1978–79. في مسابقة الكأس المرتبطة، انتهى برشلونة أتلتيك بالمركز الثاني بعد خسارته بركلات الترجيح في النهائي. التقارير لا تشير إذا كان الفريق الأول لبرشلونة قد شارك في الدوري أو الكأس.
على مبادرة من خوسيه لويس نونيز، الذي أصبح رئيس نادي برشلونة في عام 1978، تلقت فرق النساء دعمًا عاليًا مقارنًا وتمكنتا من التدريب واللعب في المرافق الرئيسية للنادي.

## البطولة العالمية للكرة النسائية
شارك فريق برشلونة في ما أشارت إليه وسائل الإعلام الإسبانية بـ"البطولة العالمية للكرة النسائية" (Torneo Internacional de Fútbol Femenino)، وهي منافسة أندية أوروبية استضافتها لاندهاوس، الفائزون بالدوري النمساوي 1977–78، في فيينا في مايو 1978. شاركت فرق من سبعة دول أوروبية.
في دور المجموعات، كان برشلونة جزءًا من المجموعة أ. وقد نتج عن هذه المجموعة تعادل ثلاثي في النقاط، والذي تم حله بمقارنة الأهداف المسجلة والأهداف المستقبلة؛ ذهب برشلونة إلى مباراة تحديد المركز الخامس بناءً على ذلك.

بعد أدائهم القوي، تمت دعوة برشلونة مرة أخرى للتنافس في نسخة 1979 في كان (بروفانس). أقيمت هذه المرة في رويّان مع كاربو كممثل إسباني.
| المجموعة أ 13 مايو 1978 | بينيا فمينا برشلونة | 3–2   | كان | فيينا، النمسا |
|                         |                     | تقرير |     |               |

| المجموعة أ 13/14 مايو 1978 | بينيا فمينا برشلونة | 1–2   | لاندهاوس | فيينا، النمسا |
|                            |                     | تقرير |          |               |

| المجموعة أ 13/14 مايو 1978 | بينيا فمينا برشلونة | 1–0   | تيرويل | فيينا، النمسا |
|                            |                     | تقرير |        |               |

| مباراة تحديد المركز الخامس 15 مايو 1978 | بينيا فمينا برشلونة | 3–0   | رونينغيه SK | فيينا، النمسا |
|                                         |                     | تقرير |             |               |

## مباريات ودية
| 16 يوليو 1978 | بينيا فمينا برشلونة | ضدّ    | ركتفك تيل "أ" | برشلونة                  |
| ~17:00        |                     | تقرير |               | الملعب: كامبو أ.د. هورتا |

| 18 يوليو 1978 | بينيا فمينا برشلونة | ضدّ    | ركتفك تيل "أ" | برشلونة                        |
| ~18:00        |                     | تقرير |               | الملعب: كامبو أ.د. بويبلو سيكو |

## كأس المقاطعة
بي. إف. برشلونة أتلتيك وصل إلى نهائي مسابقة كأس المقاطعة التي نظمها ديبورت لابورال. في النهائي، كان برشلونة أتلتيك متقدماً بهدف في الشوط الأول، قبل أن يعادل إسبانيول (مذكور بشكل غير رسمي إسبانيول ورسمياً بي. إف. بلانكيازول) في الشوط الثاني. وذهب المباراة إلى ركلات الترجيح، حيث أنقذت حارسة مرمى إسبانيول كامونيّث ثلاث ركلات ترجيح من برشلونة أتلتيك لتعطي الفوز لإسبانيول.
| النهائي يونيو 1979                  | بي. إف. بلانكياثول | 1–1   | بي. إف. برشلونة أتلتيك |  |
|                                     | *مونتسي            | تقرير | *أرتيس                 |  |
| ملاحظة: فوز إسبانيول بركلات الترجيح |                    |       |                        |  |